# Terry Larrier
Terry Elijah Larrier (El Bronx, Nueva York, 15 de agosto de 1995) es un baloncestista estadounidense que pertenece a los Rayos de Hermosillo del CIBACOPA. Con 2,03 metros de estatura, juega en la posición de alero. 

## Trayectoria deportiva

### Universidad
Jugó su temporada freshman con los Rams de la Universidad de la Mancomunidad de Virginia, en la que promedió 6,6 puntos y 3,0 rebotes por partido. En 2015 fue transferido a los Huskies de la Universidad de Connecticut, teniendo que pasar un año en blanco por la normativa de la NCAA. Allí jugó dos temporadas más, en las que promedió 10,1 puntos y 3,9 rebotes por partido.

### Profesional
Tras no ser elegido en el Draft de la NBA de 2018, disputó la NBA Summer League con Memphis Grizzlies y con Dallas Mavericks.
El 31 de julio firmó un contrato para disputar la pretemporada con los Mavericks. Fue despedido al término de la misma.
El 15 de julio de 2021, firma por el Stal Ostrów Wielkopolski de la PLK polaca, pero fue despedido antes del comienzo de la temporada. En octubre firmó por los Wisconsin Herd de la G League.
En la temporada 2021-22, firma por el Stal Ostrów Wielkopolski de la Polska Liga Koszykówki. Sin embargo dejó al equipo antes de comenzar a competir oficialmente.
Tras disputar la temporada 2021-22 de la NBA G League con el Wisconsin Herd, y luego de registrar fugaces participaciones en el BSN de Puerto Rico y la LNB de la República Dominicana, fue contratado en agosto de 2022 por el CSO Voluntari, equipo con el cual jugó en la Liga Națională, la Copa Europea de la FIBA y la Liga de Campeones de Baloncesto antes de ser liberado en diciembre de ese año.
En octubre de 2023, los Cape Town Tigers anunciaron que habían fichado a Larier en su cuenta de Instagram. Larrier hizo su debut el 21 de noviembre de 2023 y anotó 25 puntos, el máximo del equipo, en la victoria por 76-61 sobre el Dynamo BBC en el Road to BAL.
En junio de 2024 se unió a los Titanes del Distrito Nacional de la Liga Nacional de Baloncesto de la República Dominicana, proveniente de Catar.